# Gummagol, Navalgund
Gummagol là một làng thuộc tehsil Navalgund, huyện Dharwad, bang Karnataka, Ấn Độ.